# Dreamer (Chris Brown)
Dreamer è un brano musicale del cantante statunitense Chris Brown, estratta come singolo dalla compilation AT&T TEAM USA Soundtrack. Questa canzone, così come tutte le altre presenti nell'album, è stata realizzata in occasione dei Giochi Olimpici del 2008. Il brano sfrutta un campionamento di The Reason del cantante Lemar.

## Tracce
Singolo digitale
1. Dreamer - 3:33

## Classifiche
| Classifica (2008)      | Posizione più alta |
| ---------------------- | ------------------ |
| Nuova Zelanda          | 26                 |
| U.S. Billboard Hot 100 | 16                 |
| U.S. Billboard Pop 100 | 28                 |